# Кости (9-й сезон)
Девятый сезон американского детективного телесериала «Кости» о судебных антропологах из ФБР с Эмили Дешанель и Дэвидом Борианазом в главных ролях. Девятый сезон, премьера которого состоялась на канале Fox 16 сентября 2013 года, а заключительная серия вышла 19 мая 2014 года, состоит из 24 эпизодов.

## В ролях

### Основной состав
- Эмили Дешанель — доктор Темперанс «Кости» Бреннан
- Дэвид Борианаз — специальный агент Сили Бут
- Микаэла Конлин — Энджела Монтенегро
- Томас Джозеф Тайн — доктор Джек Ходжинс
- Тамара Тейлор — доктор Кэмилла «Кэм» Сароян
- Джон Фрэнсис Дейли — доктор Лэнс Свитс

### Второстепенный состав
- Патриция Белчер — Кэролайн Джулиан
- Матер Зикель — Альдо Клеменс
- Эндрю Лидз — Кристофер Пелант
- Райан О’Нил — Макс Кинан
- Эйлин Грубба — Донна Хастингс
- Стерлинг Мейсер мл. — заместитель директора ФБР Виктор Старк
- Санни Пелант — Кристина Бут
- Фредди Принц мл. — Дэнни Бек
- Джоанна Кэссиди — Марианна Бут
- Рид Даймонд — специальный агент Хэйс Флинн
- Тиффани Хайнс — Мишель Уэлтон
- Синди Лопер — Авалон Гармония
- Скотт Лоуэлл — доктор Дуглас Филмор
- Тай Паниц — Паркер Бут
- Ральф Уэйт — Хэнк Бут

Интерны:
- Юджин Бирд — доктор Кларк Эдисон
- Карла Галло — Дэйзи Вик
- Майкл Грант Терри — Венделл Брэй
- Педж Вахдат — Арасту Вазири
- Брайан Клугман — доктор Оливер Уэллс
- Джоэл Дэвид Мур — Колин Фишер
- Люк Клайнтенк — Финн Абернети
- Игнасио Серричио — Родольфо Фуэнтес
- Лаура Спенсер — Джессика Уоррен

## Эпизоды
| № общий | № в сезоне | Название                                                   | Режиссёр            | Автор сценария                   | Дата премьеры    | Произв. код | Зрители в США (млн) |
| --- | ---------- | ---------------------------------------------------------- | ------------------- | -------------------------------- | ---------------- | ----------- | ------------------- |
| 167 | 1          | «The Secrets in the Proposal» «Секрет в предложении»       | Иэн Тойнтон         | Харт Хэнсон                      | 16 сентября 2013 | 9AKY01      | 7,76                |
| В премьерной серии команда Джефферсона расследует убийство Джейсона Сиделя, бухгалтера Государственного департамента, чьи останки были найдены в отеле, в блоке системы кондиционирования. Когда Бут находит своего старого армейского приятеля и агента ЦРУ, Дэнни Бека, который уничтожает улики на квартире жертвы, он начинает понимать, что в убийстве Сиделя больше подозреваемых, чем ожидала команда. Бут также разыскивает из своего военного прошлого друга и бывшего священника Альдо Клеменса, чтобы получить совет относительно его отношений с Брэннан, теперь, когда Пелант вбил между ними клин. Тем временем Брэннан должна решить, следует ли верить Буту или окончательно разорвать отношения с ним. Интерн: Дейзи Вик. |            |                                                            |                     |                                  |                  |             |                     |
| 168 | 2          | «The Cheat in the Retreat» «Обманный маневр»               | Алекс Чаппл         | Никечи Окоро Кэрролл             | 23 сентября 2013 | 9AKY02      | 6,74                |
| Команда Джефферсона расследует убийство Адама Пака, консультанта по вопросам управления, чьи останки были найдены и обглоданы рысями. Когда доказательства приводят команду к сайту брачного уединения, Бреннан и Бут идут под прикрытием, как «Рокси» и «Тони», чтобы попытаться найти больше доказательств. Там они встречают другую супружескую пару - Билла и Эвелин Шумахеров, чьи отношения кажутся чересчур совершенными. Между тем кто-то похищает личность доктора Сароян, а Свитс решает взять отпуск и отдохнуть от ФБР. Интерн: Арасту Вазири. |            |                                                            |                     |                                  |                  |             |                     |
| 169 | 3          | «El Carnicero en el Coche» «Мясник в машине»               | Иэн Тойнтон         | Джонатан Коллир                  | 30 сентября 2013 | 8AKY22      | 7,26                |
| Команда Джефферсона расследует убийство Джейми Дель Кампо, члена банды Estrellas Locas («Сумасшедшие звезды»), чьи останки были найдены в сожжённом автомобиле. Тем временем, решив отдохнуть от ФБР после последнего нападения Пеланта на команду, Свитс в конечном счёте решает помочь с расследованием, когда обнаруживает, что паренёк из центра является сыном одного из членов банды. Интерн: Венделл Брэй. |            |                                                            |                     |                                  |                  |             |                     |
| 170 | 4          | «The Sense in the Sacrifice» «Смысл в жертве»              | Кейт Вудс           | Джонатан Коллир                  | 7 октября 2013   | 9AKY03      | 7,30                |
| Пелант вернулся, и члены Джефферсоновской команды хотят раз и навсегда положить конец его игре. Когда по последней воле покойного в институт для исследований доставлено его тело, команда разрабатывает план с помощью специального агента Хайеса Флинна, который заключается в том, чтобы представить труп как жертву Пеланта, тем самым завладев вниманием убийцы и дезориентировать его. Однако тщательно разработанный план имеет неприятные последствия, когда Пелант оказывается на шаг впереди, в результате чего погибает близкий человек Бута. Между тем Свитс возвращается из отпуска и убеждён, что агент Флинн не тот человек, за которого себя выдаёт.                                                                       |            |                                                            |                     |                                  |                  |             |                     |
| 171 | 5          | «The Lady on the List» «Леди в списке»                     | Чад Лоу             | Пэт Чарльз                       | 14 октября 2013  | 9AKY04      | 7,30                |
| Команда Джефферсона расследует убийство Чарли МакКорда, директора средней школы, который несмотря на последнюю стадию рака создал сайт, на котором желающие могут приобрести воодушевляющие видеозаписи. Когда команда находит подозрительное видео, где Чарли ударяет в лицо бывшего чемпиона UFC в полутяжёлом весе Чака Лиддела, оно приводит команду к предсмертному списку Чарли, который помогает им ближе подобраться к разгадке. Между тем Бреннан и Бут наконец начинают планировать свадьбу, а Свитс может быть заменён виртуальной системой профилирования. Интерн: Оливер Уэллс. |            |                                                            |                     |                                  |                  |             |                     |
| 172 | 6          | «The Woman in White» «Женщина в белом»                     | Кевин Хукс          | Карин Розенталь                  | 21 октября 2013  | 9AKY05      | 7,60                |
| Свадьба Брэннан и Бута уже близко, но убийство и семейные дела могут помешать торжеству. Тело найденное во время репетиции свадьбы угрожает отвлечь внимание Брэннан от праздника, поэтому Кэм и Анжела делают всё возможное чтобы отвлечь Брэннан от расследования дела. Между тем, Макс приезжает в город на свадьбу, но привезённая сумка с деньгами указывает на то, что у него есть другие заботы кроме проведения невесты по проходу. А Ходжинс устраивает тотализатор на то, когда Бут и Брэннан отменят свадьбу. Интерн: Кларк Эдисон, Арасту Вазири, Венделл Брэй, Дейзи Вик, Колин Фишер, Оливер Уэллс. |            |                                                            |                     |                                  |                  |             |                     |
| 173 | 7          | «The Nazi on the Honeymoon» «Фашист на медовом месяце»     | Жанно Шварц         | Дейв Томас                       | 4 ноября 2013    | 9AKY06      | 6,97                |
| Во время медового месяца в Буэнос-Айресе, Бреннан и Бут не могут просто отдохнуть в отпуске. Итак, они решили помочь Рафаэлю Валенза — местному детективу и большому фанату книг Бреннан — раскрыть тайну нацистского преступника, чьи останки были найдены в исторической братской могиле. В это время в Вашингтоне Ходжинс и Энджела присматривают за Кристиной, пока Бреннан и Бут в отъезде. Интерн: Кларк Эдисон. |            |                                                            |                     |                                  |                  |             |                     |
| 174 | 8          | «The Dude in the Dam» «Чувак в плотине»                    | Кевин Хукс          | Кэти Райкс и Керри Райкс         | 11 ноября 2013   | 8AKY23      | 7,35                |
| Команда Джефферсона расследует убийство фотомодели Шона Нолана, из скелета которого бобры построили плотину. В процессе расследования выясняется, что убитый был преуспевающим донором спермы. Тем временем доктор Бреннан затевает «книжную войну» с другой писательницей, а Ходжинс полон решимости выносить личинок овода в своей шее. Интерн: Венделл Брэй. |            |                                                            |                     |                                  |                  |             |                     |
| 175 | 9          | «The Fury in the Jury» «Ярость жюри»                       | Дуайт Литтл         | Сэнфорд Голден и Карен Уискарвер | 15 ноября 2013   | 9AKY07      | 5,18                |
| Бреннан идёт присяжной по делу профессионального футболиста Питера Кидмана, который обвиняется в убийстве своей жены. Когда она приходит к выводу, что подозреваемый не виноват, его лучший друг - человек, который является ключевым свидетелем по делу, оказывается мёртв. Команда Джефферсона должна работать вместе, чтобы расследовать дело. Интерн: Дейзи Вик. |            |                                                            |                     |                                  |                  |             |                     |
| 176 | 10         | «The Mystery in the Meat» «Тайна в мясе»                   | Тим Саутхэм         | Майкл Петерсон                   | 22 ноября 2013   | 9AKY08      | 5,78                |
| Команда Джефферсона расследует убийство диетолога, чьи останки были брошены в мясорубку, а позже были поданы в школьной столовой из банки тушёного мяса. Когда команда раскрывает продовольственное изобретение самого прогрессивного и прибыльного учёного, они также отслеживают след ревнивых конкурентов в многомиллионной пищевой промышленности. Тем временем Анджела планирует предсвадебный девичник Бреннан, который становится более сумасшедшим, чем планировался изначально. Интерн: Дейзи Вик, Оливер Уэллс. |            |                                                            |                     |                                  |                  |             |                     |
| 177 | 11         | «The Spark in the Park» «Вспышка в парке»                  | Чад Лоу             | Эмили Сильвер                    | 6 декабря 2013   | 9AKY09      | 6,91                |
| Команда Джефферсона расследует убийство гимнастки, чьи останки были поражены молнией и разбросаны по всему общественному парку. Хотя улики указывают на подругу гимнастки, делая её главным подозреваемым, Бреннан и Бут обнаруживают, что жертва вела двойную жизнь. Между тем Бут озадачен, когда Бреннан выказывает сочувствие отцу жертвы. А Кэм противостоит женщине, которая украла её личность. Интерн: Арасту Вазири. |            |                                                            |                     |                                  |                  |             |                     |
| 178 | 12         | «The Ghost in the Killer» «Убийца призрак»                 | Эллисон Лидди-Браун | Никечи Окоро Кэрролл             | 10 января 2014   | 9AKY10      | 6,88                |
| Команда Джефферсона расследует смерть Ланы Брюстер, девушки, чьи останки были подброшены к дому Бута и Бреннан кем-то, кто не считает её смерть восемнадцать лет назад случайной. Когда команда обнаруживает, что Лана была убита, а её смерть была скрыта, люди из её прошлого становятся ключевыми подозреваемыми, включая бывшего бойфренда, который к тому же был другом Ходжинса. Между тем Бреннан снова думает о злом гении Пеланте, и о более гнусном убийце, который может быть связан со смертью Ланы. Интерн: Кларк Эдисон. |            |                                                            |                     |                                  |                  |             |                     |
| 179 | 13         | «Big in the Philippines» «Большой случай на Филиппинах»    | Дэвид Борианаз      | Кейт Фоглесонг                   | 17 января 2014   | 9AKY11      | 6,78                |
| Команда Джефферсона расследует смерть Колина Хейнса, певца кантри, чьи останки были найдены в неглубокой могиле. Когда команда узнаёт о музыкальной карьере жертвы, они сталкиваются с его лейблом, который вёл не совсем честные деловые отношения со своим клиентом. Между тем, когда Вендалл Брэй во время хоккейной игры ломает руку, Бреннан более тщательно рассматривает его травму и делает шокирующие открытия. Интерн: Венделл Брэй. |            |                                                            |                     |                                  |                  |             |                     |
| 180 | 14         | «The Master in the Slop» «Учитель в мусоре»                | Дуайт Литл          | Дейв Томас                       | 24 января 2014   | 9AKY12      | 7,49                |
| Когда команда Джефферсона обнаруживает тело известного шахматиста среди помоев, Свитс удивляет всех своими шахматными навыками и под прикрытием отправляется на поиски убийцы в мир профессиональных шахматистов. Кэм отмечена в научной публикации «Выдающаяся женщина науки», но не решается принять участие, так как не хочет обидеть Брэннан, которая полагает, что это её должны чествовать. Между тем к большому раздражению Бреннан, доктор Дуглас Филмор, позитивный судебный ортопед из Канады, появляется в лаборатории в качестве стажера. |            |                                                            |                     |                                  |                  |             |                     |
| 181 | 15         | «The Heiress in the Hill» «Наследница под горой»           | Милан Чейлов        | Дин Лопата                       | 31 января 2014   | 9AKY13      | 6,78                |
| Команда Джефферсона расследует убийство похищенной Лорен Франки, чьи останки были найдены в парке. Но когда обнаруживается, что отношения Лорен с мачехой были натянуты, команда начинает подозревать, что убийцей может быть человек, который был ближе с девушкой, чем предполагалось вначале. Между тем Ходжинс раскрывает шокирующую тайну о своей семье. А Бут и Бреннан сталкиваются с общей дилеммой относительно их семейного бюджета. Интерн: Колин Фишер. |            |                                                            |                     |                                  |                  |             |                     |
| 182 | 16         | «The Source in the Sludge» «Источник в тине»               | Иэн Тойнтон         | Джонатан Коллир                  | 10 марта 2014    | 9AKY14      | 6,55                |
| Когда информатор ЦРУ найдена мёртвой, Бут и агент ЦРУ Дэнни Бек должны работать вместе чтобы отследить афганистанского террориста. В то же время, Бреннан хочет чаще быть напарницей Бута в полевых условиях, и поэтому пара должна столкнуться с последствиями того, что это может значить для их семьи. Интерн: Дейзи Вик. |            |                                                            |                     |                                  |                  |             |                     |
| 183 | 17         | «The Repo Man in the Septic Tank» «Коллектор в отстойнике» | Джефри Уолкер       | Майкл Петерсон                   | 17 марта 2014    | 9AKY15      | 5,63                |
| Останки коллектора найдены в канализационном отстойнике, и команда Джефферсона должна объединиться, чтобы узнать личность убийцы. Когда команда узнаёт, что у жертвы было трудное прошлое, главные свидетели из его прошлых дней становятся подозреваемыми. В это время, симпатичный и обаятельный Рудольф Фуэнтес сбежал с Кубы, где он был судебным антропологом, и теперь нуждается в стажировке чтобы закончить свою учёную степень. Бреннан соглашается дать ему шанс как интерну на время дела, а также Бреннан и Бут обсуждают, должна ли Кристина получить религиозное воспитание. Интерн: Рудольф Фуэнтес. |            |                                                            |                     |                                  |                  |             |                     |
| 184 | 18         | «The Carrot in the Kudzu» «Морковка в кудзу»               | Роб Харди           | Сэнфорд Голден и Карен Вискарвер | 24 марта 2014    | 9AKY16      | 5,82                |
| Когда актёр детского ТВ-шоу найден мёртвым, команда Джефферсона попадает за сцену, чтобы узнать, кто убил всеми любимого персонажа «Морковку Билла». Но когда команда обнаруживает, что актёр был известен распущенностью, начинают появляться маловероятные свидетели. В то же время Бут и Бреннан планируют праздник на первый день рождения Кристины, а Кларк спрашивает мнение команды о его только что написанном романе. Интерн: Кларк Эдисон. |            |                                                            |                     |                                  |                  |             |                     |
| 185 | 19         | «The Turn in the Urn» «Поворот в урне»                     | Тим Саутхэм         | Пэт Чарльз                       | 31 марта 2014    | 9AKY17      | 5,72                |
| Когда Тодд, богатый коллекционер экспонатов, приходит на свои собственные похороны, команда Джефферсона должна выяснить, кому принадлежат кремированные останки на похоронах. Расследование осложняется, когда команда определяет что в урне находятся три разных набора останков. В то же время, Финн наслаждается своим новообретённым богатством от его с Ходжинсом затеи с острым соусом, но его сердце разбивается когда Мишель обращается к нему с сокрушительными новостями. Интерн: Финн Абернети. |            |                                                            |                     |                                  |                  |             |                     |
| 186 | 20         | «The High in the Low» «Эйфория в слабости»                 | Энн Рентон          | Кейт Фоглесонг                   | 7 апреля 2014    | 9AKY18      | 6,58                |
| Команда Джефферсона расследует смерть девушки, исключенной из школы искусств и болеющей волчанкой, чьи останки были найдены в бревне в лесу. Когда команда узнаёт о том, что жертва использовала марихуану для облегчения боли, их открытие приводит их в аптеку в которой работала жертва, и раскрываются новые шокирующие подробности, которые могли привести к смерти. В то же время, интерн Венделл Брэй возвращается, начав лечение рака, и работая над делом, он начинает рассказывать о своей болезни ошеломляющие подробности. Также, Бут готовится к своим тестам на компетентность в ФБР. Интерн: Венделл Брэй. |            |                                                            |                     |                                  |                  |             |                     |
| 187 | 21         | «The Cold in the Case» «Холод в деле»                      | Милан Чейлов        | Эмили Сильвер                    | 14 апреля 2014   | 9AKY19      | 5,79                |
| Команда Джефферсона расследует убийство женщины, чьи останки были найдены в болоте. Когда команда выясняет, что её тело было криогенно заморожено перед тем как от него избавились, становится известно о центре криосохранения, где команда узнает больше о личной жизни жертвы. В то же время, Кэм настроена встретиться с родителями Арасту, а Буту представляется шанс на повышение, который может привнести разлад в его семью. Интерн: Арасту Вазири. |            |                                                            |                     |                                  |                  |             |                     |
| 188 | 22         | «The Nail in the Coffin» «Ноготь в гробу»                  | Иэн Тойнтон         | Дин Лопата                       | 21 апреля 2014   | 9AKY20      | 5,97                |
| Команда Джефферсона расследует смерть Стефани МакНамара, дочери богатой семьи, чьи останки были найдены в национальном парке. Когда команда углубляется в обстоятельства смерти жертвы, улики ведут их к предположению, что она может быть Убийцей-призраком, и команда находит неожиданную связь с предыдущей жертвой. В то же время, заместитель директора ФБР проявляет особый интерес в высокопрофильном деле команды, а карьера Бута может подвергнуться изменениям. Интерн: Кларк Эдисон. |            |                                                            |                     |                                  |                  |             |                     |
| 189 | 23         | «The Drama in the Queen» «Трагедия королевы»               | Жанно Шварц         | Меган МакНамара                  | 12 мая 2014      | 9AKY21      | 6,38                |
| Команда Джефферсона расследует смерть Брайана Томаса, главного тренера по плаванию в общинном колледже, чьи останки были найдены на дне колодца. Когда возможные подозреваемые сообщают Бреннан и Свитсу что Брайан возможно изменял своей жене, команда раскрывает подробности тайной жизни Брайана. В это время, Свитс заменяет Бута в расследовании, пока Бут готовится свидетельствовать перед подкомитетом Конгресса, а в команде Джефферсона появляется новый интерн, которая привлекает внимание Свитса. Интерн: Джессика Уоррен. |            |                                                            |                     |                                  |                  |             |                     |
| 190 | 24         | «The Recluse in the Recliner» «Затворник в кресле-качалке» | Дэвид Борианаз      | Стивен Нейтан и Джонатан Коллир  | 19 мая 2014      | 9AKY22      | 6,04                |
| В финальной серии команда Джефферсона расследует смерть Уэсли Фостера, блогера, пишущего о теории заговора, который хотел встретиться с Бутом чтобы обсудить предыдущее дело, но преждевременно скончался. Понимая, что тот кто убил Фостера, не хотел чтобы тот поговорил с Бутом, команда должна попытаться вычислить, кто стоит за убийством, и насколько предыдущее дело связано с ним. В то время, как Бут и команда Джефферсона углубляются в разрастающийся заговор, окружающий смерть мужчины, становится очевидным ,что Бут ввязался в что-то выше его понимания, и что его будущее в ФБР ставится под вопрос. Интерн: Колин Фишер.                                                                                               |            |                                                            |                     |                                  |                  |             |                     |